# Epiplema obliteraria
Epiplema obliteraria är en fjärilsart som beskrevs av Walker 1861. Epiplema obliteraria ingår i släktet Epiplema och familjen Uraniidae. Inga underarter finns listade i Catalogue of Life.